# Комарно (Люблінське воєводство)
Комарно (пол. Komarno) — село в Польщі, у гміні Константинів Більського повіту Люблінського воєводства. Населення — 348 осіб (2011).

## Історія
За даними етнографічної експедиції 1869—1870 років під керівництвом Павла Чубинського, у селі проживали лише греко-католики, які розмовляли українською мовою.
У 1975—1998 роках село належало до Білопідляського воєводства.

## Демографія
Демографічна структура станом на 31 березня 2011 року:
|          | Загалом | Допрацездатний вік | Працездатний вік | Постпрацездатний вік |
| -------- | ------- | ------------------ | ---------------- | -------------------- |
| Чоловіки | 170     | 44                 | 112              | 14                   |
| Жінки    | 178     | 43                 | 96               | 39                   |
| Разом    | 348     | 87                 | 208              | 53                   |